# Леард
Леард, або лепард (Panthera liard, Panthera lipard) — це гібрид великих кішок між самицею леопарда і самцем лева. Гібрид між самицею лева і самцем леопарда називається леопоном.

## Зовнішній вигляд
Ці тварини зберігають зовнішність лева. Більші леопарда, але менші за середнього самця лева. Мають невелику голову і коричневі плями, розташовані по всьому тілу. На хвості мають пензлик з хутра, як у левів.

## Розведення
Перший леард народився в Зоопарку Шенбрунн (Schoenbrunn Zoo) у Відні в 1951 році . Його батько був дворічним 250-кілограмовим левом, 1,08 м у висоті в холці і довжиною 1,8 м (без урахування хвоста). Мати була 3,5-річною самицею леопарда вагою всього 38 кг. Дівчинка народилася в ніч з 26 на 27 серпня 1982 на 92-93 дні вагітності. Мати завзято захищала дитинча від самця, і навіть перегризла йому хвіст. Невдовзі дівчинку передали на штучне вигодування.
Інший леард був народжений в Флоренції, Італія. Лева і леопарда придбали в Римського зоопарку. Власник мав 2 тигрів, 2 левів і леопарда. Дитинчат не чекали, отож дитинча стало справжньою несподіванкою. Кошеня мало тіло лева з великою головою і відступаючий лоб, жовтувато-коричневе і товсте хутро. Коли кошеняті виповнилось 5 місяців, власник продав його і вирішив серйозно зайнятись розмноженням нового гібрида. Проте такі спроби виявились марними.